# Une saison de machettes
 (juin 2020).
Si vous disposez d'ouvrages ou d'articles de référence ou si vous connaissez des sites web de qualité traitant du thème abordé ici, merci de compléter l'article en donnant les références utiles à sa vérifiabilité et en les liant à la section « Notes et références ».
Une saison de machettes est un livre de Jean Hatzfeld paru en 2003 aux éditions du Seuil. L’auteur l'a composé en montant des récits de tueurs du génocide des Tutsi au Rwanda condamnés pour leurs actes. 

## Genèse du livre
Jean Hatzfeld s'est tout d'abord entretenu avec des rescapés, dont il a monté les récits lors de la rédaction de Dans le nu de la vie, puis s'est intéressé à la manière dont les tueurs ont vécu le même événement, en partie à la suite de questions de lecteurs. Grâce à un ami, originaire de la même colline que plusieurs de ces tueurs, il a entrepris de rencontrer ces tueurs au pénitencier de Rilima, pendant deux ans, dans des conditions particulières, puisqu'ils avaient fui leurs parcelles, avaient vécu deux ans dans les camps du Kivu, au Congo, puis étaient revenus ensemble, et avaient été condamnés à des longues peines de prison qui ne leur laissaient guère d'espoir de retrouver leur liberté. En la période des tueries (du 11 avril au 14 mai 1994), ils n'avaient pas affronté le regard des familles de leurs victimes, et ne pensaient pas que leurs récits puissent leur être bénéfiques ou pénalisants.  

## Personnages
Ils sont dix copains. Ce sont des hommes comme les autres, cultivateurs de la parcelle familiale sur les collines  autour de la ville de Nyamata, instituteurs, fonctionnaires, religieux. Au printemps 1994, ils se sont faits les tueurs acharnés de leurs voisins, des membres de leur équipe de foot, de gens avec qui ils chantaient à la messe du dimanche, d’amis. C’était à la fois des travailleurs et des fêtards mais pas particulièrement racistes. Un avait même épousé une Tutsi. Ils ont eu à cœur de bien faire le « travail » qui leur était prescrit. Ils n’ont pas cherché à épargner qui que ce soit. Ils se sont racontés à Hatzfeld sans souci de diminuer leur responsabilité, responsabilité qu’ils ne semblaient pas ressentir.« Au début, ils ont tenté de se défausser. Ils utilisaient un langage guerrier, ils parlaient notamment de « combats ». Je leur ai expliqué qu’ils ne pouvaient pas me mentir là-dessus. Il n’y a eu aucun combat. Les tueries n’ont eu lieu que dans un sens. Après, ils n’ont plus cherché à mentir. Par contre, ils parlaient de « travail » pour parler de l’extermination, de « terrain de foot » pour qualifier le lieu de rendez-vous où s’organisaient les tueries, de « couper » pour dire tuer, comme on coupe les bananes, avec une machette. Ils ont adopté ce vocabulaire qui leur était familier et qui dédramatisait leurs actes. »

## Démarche et réflexions de l'auteur
Le livre se décompose en trois parties: l'activité des tueries dans les marais, la vie le soir au village, comment vit on cela après. Autour de plusieurs thématiques (l'apprentissage, le goût et le dégoût, un génocide de proximité...Les pillages, les femmes, les connaissances.... Et Dieu dans tout ça, remords et regrets, les marchandages du pardon, des mots pour ne pas le dire...°
Au fil des récits, le lecteur rassemble des bribes de réponse :
- il est facile d’obéir quand la consigne est simple ; « La règle no 1, c’est de tuer, la règle no 2, il n’y en avait pas. »
- mentir sur ses résultats ou resquiller pouvait coûter jusqu'à un casier de bière ;
- s'opposer au projet d'extermination pouvait entraîner immédiatement la mort.
- les pillages récompensaient ceux qui avaient bien tué ;
- la « solution » qui était proposée réglait leurs problèmes de voisinage ;
- la fuite des « Blancs » les a confortés dans leurs actions renforçant le message disant qu’ils ne seraient alors pas accusés ni punis ;
- ils ne voyaient plus l’être humain derrière le Tutsi mais bien le « cancrelat » comme la propagande anti-tutsi les en avait persuadés.

La contrainte était peu importante. Manifester son désaccord pouvait mener à la mort mais traîner et faire le minimum n’exposait qu’à quelques remontrances. Les tueurs qui parlent ont fait preuve de zèle lors des tueries et quand ils en parlent, ils semblent très peu regretter leurs gestes. On dirait que lorsqu’ils tuaient, ils ne savaient pas si c’était bien ou mal. Aucun ne se rend vraiment compte de ce qu’il a commis, au contraire, ils tendent à se victimiser, à se plaindre de leur sort, à l'image de tous les tueurs de génocide, incapables de remords, sinon à l'égard d'eux-mêmes et des leurs. 
L'auteur insère des commentaires précis sur ce que les paroles qu'il rapporte lui inspirent, restituées dans des considérations plus générales et de récapitulatifs historiques. Il précise à plusieurs endroits la difficulté à entendre la mauvaise foi des meurtriers. En revanche, il ne conclut pas, ne fait aucun travail de synthèse. Il permet alors au lecteur de se faire sa propre opinion et de chercher par lui-même des raisons valables à ce massacre inexplicable.
Les interviews étaient individuels et confidentiels. Aucun ne savait ce qu’avaient répondu les autres. Chacun a montré une attitude particulière face aux questions, même si tous ont commencé à mentir pendant cinq ou six mois avant d'entrer dans le vif du sujet.

## Titre
Une saison qui dure d’avril à mai. Les tueries organisées en journées et les pillages du soir ont remplacé les travaux habituels aux champs. « Personne ne descendait plus à la parcelle. À quoi bon bêcher, alors qu'on récoltait sans plus travailler, qu'on se rassasiait sans plus élever ? » Jean-Baptiste, p. 72. Les tueries étaient accompagnées de pillages : ils récoltaient de quoi s’enrichir : argent, bière, bananes pour faire de l’alcool, équipement, tôles (pour couvrir leurs logement et enclos), vaches (habituellement élevées par les Tutsi). Ils les consommaient abondamment le soir même.
Quant aux machettes, elles sont leur outil de prédilection lors des travaux aux champs : couper le maïs ou les bananeraies. Les Rwandais grandissent avec une machette. Ces outils se sont révélés adéquats pour « couper » les Tutsi.

## Considérations de l'auteur
Au fil des réponses des tueurs, Hatzfeld fait découvrir ce qu’est un génocide et en quoi il se différencie d’une guerre.
Le génocide est une institution d’État. Toute une mécanique y conduit. C’est un projet concerté d’extermination. Un climat anti-tutsi régnait depuis 30 ans au Rwanda, la propagande s’est faite par la radio, les Interahamwe ont préparé les Hutu à accepter l’idée d’extermination, c'est-à-dire dénoncer les Tutsi puis à passer aux tueries. Dans cet état, ils ont supprimé tous ceux qui sont visés, hommes, femmes et enfants (qui constituent l’avenir de ceux qu’on veut supprimer). Un génocide se distingue de la guerre par l'absence de combats. Les tueries n’ont lieu que dans un sens. Cela dépasse la cruauté ou la torture qui pourraient avoir lieu au cours d'une guerre. 
Les tueurs d’un génocide ne se sentent pas responsables. Ils racontent, sans craquer. Tout le monde a participé, aucun ne se sent coupable isolément. Ils ont parlé sans fatigue, sans énervement, sans jamais se laisser aller à leurs émotions. Lorsqu'ils abordent la question du pardon, ils considèrent ce dernier comme un dû et n'imaginent pas que ce dernier ne puisse pas leur être accordé.

## Distinction et adaptation
- Prix Femina essai et prix Joseph-Kessel en 2004.
- L'ouvrage a été adapté en pièce de théâtre en 2006 par la compagnie Passeurs de Mémoire (mise en scène de Dominique Lurcel)[2],[3].